# Diethyl-malonát
Diethyl-malonát, starším názvem diethylmalonát či malonan ethylnatý, také známý jako DEM, je ester kyseliny malonové. Je to důležitý stavební blok v organické syntéze a meziprodukt v chemickém průmyslu. Používá se například k výrobě sloučenin, jako jsou barbituráty, aromata, vitamin B1 a vitamin B6. Také se přirozeně vyskytuje v hroznech a jahodách. Má charakteristickou vůni po jablkách a používá se jako přísada do parfémů.

## Struktura a vlastnosti
Diethyl-malonát je derivát malonové kyseliny, jednoduché dikarboxylové kyseliny s karboxylovými skupinami, které jsou vůči sobě v β-poloze. Vodíky methylenové skupiny nacházející se mezi nimi jsou díky tomu značně kyselé s pKa = 13,5. Snadno reagují se silnými bázemi za vzniku karbaniontu. Ten je stabilizovaný vlivem mezomerního efektu sousedících karboxylových skupin.

## Příprava
Diethyl-malonát je běžná komerčně dostupná laboratorní chemikálie. Lze jej připravit reakcí sodné soli kyseliny chloroctové s kyanidem sodným, po které následuje bazická hydrolýza výsledného nitrilu za vzniku malonátu sodného. Ten lze převést na diethyl ester Fischerovou esterifikací:

## Reakce

### Malonesterová syntéza
Jedno z hlavních použití této sloučeniny je při malonesterové syntéze. Karbanion (2) vytvořený reakcí diethyl-malonátu (1) s vhodnou bází může být alkylován vhodným elektrofilem . Tato alkylovaná 1,3-dikarbonylová sloučenina (3) snadno podléhá dekarboxylaci za vzniku oxidu uhličitého, čímž se získá substituovaná kyselina octová (4).
Jako báze se obvykle používají ethoxidy, které jsou snadno dostupné, dostatečně bazické a jejich využití usnadňuje následné zpracování reakční směsi. Při reakci totiž může docházet kromě deprotonace methylenu také k reakcím na esterové skupině. Transesterifikace ethylesteru ethoxidem dává opět ethylester, zatímco např. použití butoxidu by vedlo ke vzniku směsi ethylesteru a butylesteru a použití hydroxidu k částečné hydrolýze. To by působilo potíže např. při čištění produktu sloupcovou chromatografií nebo destilací.

### Další reakce
Diethyl-malonát, podobně jako jiné estery, lze použít v Claisenové kondenzaci pro přípravu β-ketoesterů. Reakce s aldehydy nebo ketony (Knoevenagelova kondenzace) vede k yliden-malonátům.
Michaelova adice na α,β-nenasycené karbonylové sloučeniny následovaná Claisenovou kondenzací a dekarboxylací vede ke vzniku derivátu 1,3-cyklohexadionu.
Nitrosací diethylmalonátu vzniká diethyloximinomalonát, který lze redukovat na diethylaminomalonát. Ten lze následně transformovat na tetrapyrroly a porfyriny. Stejně jako ostatní estery podléhá diethylmalonát bromaci v poloze alfa.